# Araguamastax
Araguamastax is een geslacht van rechtvleugeligen uit de familie Eumastacidae. De wetenschappelijke naam van dit geslacht is voor het eerst geldig gepubliceerd in 1982 door Descamps.

## Soorten
Het geslacht Araguamastax omvat de volgende soorten:
- Araguamastax inflata Descamps, 1982
- Araguamastax larvaeformis Descamps, 1982